# Buddy Christian
Narcisse J. „Buddy“ Christian (* 21. Juli 1885 in New Orleans; † 1958 ebenda) war ein US-amerikanischer Musiker (Piano, Banjo, Gitarre) des New Orleans Jazz; er war dem Jazzhistoriker Floyd Levin zufolge der erste Pianist, der in einer Jazzband spielte. Im Nouveau dictionnaire du jazz wird er als „der perfekte Banjospieler des New Orleans Jazz“ bewertet.

## Leben und Wirken
Christian arbeitete ab 1910 als professioneller Musiker sowohl auf der Gitarre als auf dem Klavier in Storyville; um 1913 holte ihn Freddy Keppard als Pianist in seine Jazzband, dann King Oliver (1915/16) ebenfalls als Pianist. 1919 zog er nach New York, wo er das Banjo und später dann die Gitarre zu seinen Hauptinstrumenten machte. Dort arbeitete er zunächst mit Willie The Lion Smith (1919), in den frühen 1920er Jahren mit Lucille Hegamin (1921) und June Clark (1923). Mit Fred Jennings spielte er 1929 in einem Banjo-Duo; ferner wirkte er mit Peter Bocage, dem Dixie Corn Shuckers Orchestra und Clarence Williams’ Blue Five (1924, mit Louis Armstrong und Sidney Bechet, Everybody Loves My Baby). Er leitete die Formationen Buddy Christian's Creole Five und Four Cry Babies; mit seinen Jazz Rippers nahm er 1926 in New York für Pathé auf, darunter zwei Titel mit der Bluessängerin Margaret Johnson (Come Get Me Papa Before I Faint/I Want Plenty of Grease in My Frying Pan). Gemeinsam mit Porter Grainger komponierte er den Texas Mule Stomp.
Buddy Christian ist nicht mit dem gleichnamigen Jazzschlagzeuger zu verwechseln.

## Lexikalische Einträge
- Philippe Carles, André Clergeat, Jean-Louis Comolli: Le nouveau dictionnaire du jazz. Édition Robert Laffont, Paris 2011, ISBN 978-2-221-11592-3
- Leonard Feather, Ira Gitler: The Biographical Encyclopedia of Jazz. Oxford University Press, New York 1999, ISBN 0-19-532000-X.